# 労働組合期成会
労働組合期成会（ろうどうくみあいきせいかい）は、戦前の日本に存在した、労働組合の結成を目的とした団体。1897年（明治30年）7月5日結成、1901年（明治34年）解散。
幹事長は高野房太郎、幹事に片山潜、澤田半之助など。各地で演説会を開いて職業別組合の結成を期し、結成の直後に、鉄工組合、日本鉄道矯正会、活版工組合が結成された。いずれもクラフトユニオンのかたちをとるもので、組合員間の相互扶助を大きな活動内容とした。高野自身も共働店を開設してその活動を支援した。また、機関紙『労働世界』を発行するなどし、1899年（明治32年）には会員が5,700人にも達した。しかし、1900年（明治33年）に治安警察法が施行されると、各組合の財政難、使用者側の反撃とあいまって衰退し、1901年（明治34年）に解散した。